# Karel Vulterin
Karel Vulterin (* 8. srpna 1947 Praha) je český vědec, v letech 1997–1999 ředitel Bezpečnostní informační služby.

## Život
Karel Vulterin absolvoval Přírodovědeckou fakultu Univerzity Karlovy. Řadu let potom působil jako vědecký pracovník v Izotopové laboratoři biologických ústavů Československé akademie věd, rovněž byl vedoucím centrální radioizotopové laboratoře 1. lékařské fakulty Univerzity Karlovy. Od roku 1993 byl předsedou Vysokoškolského odborového svazu.
V březnu 1997 česká vláda schválila Vulterinovo jmenování do funkce ředitele Bezpečnostní informační služby (BIS). Funkci zastával do ledna 1999, kdy byl odvolán. Místopředseda vlády Pavel Rychetský jeho odvolání zdůvodnil tím, že ředitel BIS porušil zákon o zpravodajských službách, z čehož vyplynulo zvýšení bezpečnostních rizik pro Českou republiku a poškození některých jejích zahraničních zájmů.
Vulterin pak krátce pracoval v České nezávislé televizní společnosti. Poté se stal ředitelem pražského Casina Šimek, pobočky sítě kasin Happy Day, které sídlilo v bývalé budově Mezinárodního svazu studentstva. Kasino bylo spojováno s činností bývalé KGB a považováno za rezidenturu ruských tajných služeb. Podle bezpečnostních expertů mohlo být toto Vulterinovo působení bezpečnostní rizikem pro stát.